# Jacques Meslier
Jacques Meslier (Ho Chi Minh, 3 maggio 1928 – Vannes, 25 gennaio 2014) è stato un pallanuotista francese.
Ha partecipato, come membro della Francia, alle Olimpiadi di Roma 1960, partecipando al torneo di pallanuoto.
Ha vinto 1 argento ai Giochi del Mediterraneo del 1955.